# بیمارستان بریچ کندی
بیمارستان بریچ کندی بیمارستانی خوش‌آوازه در بمبئی هندوستان است.
این بیمارستان به پارسیان هند تعلق دارد.

## تاریخچه
این بیمارستان در سال ۱۹۵۸ در حومه بریچ کندی تأسیس شد و توسط معمار انگلیسی «کلود بَتلی» طراحی شده‌است.

## امکانات
بیمارستان بریچ کندی بیمارستانی ۱۷۳ تخته و مجهز به یک مجموعه کامل از تجهیزات مدرن تشخیصی است.
اعتبار این بیمارستان در حدی است که نخست‌وزیر پیشین هند اتل بیهاری واجپایی عمل جراحی زانوی خود را در آن انجام داد.